# Malapterurus beninensis
Malapterurus beninensis és una espècie de peix de la família dels malapterúrids i de l'ordre dels siluriformes.

## Morfologia
- Els mascles poden assolir 22,3 cm de llargària total.
- Nombre de vèrtebres: 33-38.[2][3]

## Distribució geogràfica
Es troba a Àfrica: des del riu Volta (Ghana) fins a Angola i la República Democràtica del Congo, incloent-hi Fernando Poo.